# Lerche
Lerche (ラルケ, Raruke) é um estúdio de animação japonês criado em 2011. Faz parte do Studio Hibari. A logo do estúdio é uma junção dos kanas"ラルケ" (Raruke).

## Trabalhos

### Animes
| Titulo                           | Emissora     | Inicio da transmissão original | Final da transmissão original | Notas |
| -------------------------------- | ------------ | ------------------------------ | ----------------------------- | --- |
| Maji de Watashi ni Koi Shinasai! | AT-X         | 2 de Outubro de 2011           | 18 de Dezembro de 2011        | Baseado no game da Minato Soft |
| Persona 4: The Animation         | MBS          | 6 de Outubro de 2011           | 29 de Março de 2012           | Baseado no game da Atlus (Animação produzida por AIC ASTA; episodio co-produzido)                                                                                  |
| Humanity Has Declined            | Tokyo MX     | 2 de Julho de 2012             | 17 de Setembro de 2012        | Baseada na Light Novel de Romeo Tanaka e ilustrado por Tōru Yamasaki (2007-2011) e Sunaho Tobe (presente) (Animação produzida por AIC ASTA; episodio co-produzido) |
| Danganronpa: The Animation       | MBS          | 4 de Julho de 2013             | 26 de Setembro de 2013        | Baseado no game da Spike / Spike Chunsoft |
| Unbreakable Machine-Doll         | AT-X         | 7 de Outubro de 2013           | 23 de Dezembro de 2013        | Baseada na Light Novel de Reiji Kaitō e ilustrado por Roroo |
| Re:_Hamatora                     | TV Tokyo     | 17 de Julho de 2014            | 22 de Setembro de 2014        | Sequencia de Hamatora Co-produzido com NAZ |
| Assassination Classroom          | Fuji TV      | 9 de Janeiro de 2015           | TBA                           | Baseado no mangá de Yūsei Matsui |
| Ranpo Kitan: Game of Laplace     | Fuji TV      | 2015                           | TBA                           | Baseado na obra de Edogawa Ranpo |
| Monster Musume                   | Tokyo MX     | 7 de Julho de 2015             | 22 de setembro de 2015        | Baseado no mangá de Okayado |
| Gakkou Gurashi                   | Tokyo MX     | 9 de Julho de 2015             | 24 de Setembro de 2015        | Baseado no mangá de Norimitsu Kaihō |
| Undefeated Bahamut Chronicle     | TBA          | Janeiro 2016                   | Março 2016                    | Baseado na light novel escrita por Senri Akatsuki e Ilustrada por Ayumu Kasuga                                                                                     |
| Assassination Classroom Season 2 | Fuji TV      | Janeiro 2016                   | 20 de junho de 2015           | Sequência de Assassination Classroom |
| Given                            | Fuji TV      | 11 de julho de 2019            | 19 de setembro de 2019        | Baseado no mangá de Natsuki Kizu |
| Toilet-Bound Hanako-kun          | Masaomi Andō | 9 de janeiro de 2020           | 26 de março de 2020           | Baseado no mangá de Iro Aida. |
| Idoly Pride                      | Yū Kinome    | 10 de janeiro de 2021          | ASA                           | Baseado em um projeto multimídia de CyberAgent. Co-produzido pela CAAnimation.                                                                                     |

### OVAs
| Titulo                   | Inicio da transmissão original | Final da transmissão original | Notas                                                                                            |
| ------------------------ | ------------------------------ | ----------------------------- | ------------------------------------------------------------------------------------------------ |
| Carnival Phantasm        | 12 de Agosto de 2011           | 31 de Dezembro de 2011        | Baseado no mangá de Takenashi e Type-Moon                                                        |
| Fate/Prototype           | 11 de Dezembro de 2011         | 11 de Dezembro de 2011        | Baseado na visual novel Fate/Stay Night escrito por Kinoko Nasu e ilustrado por Takashi Takeuchi |
| Unbreakable Machine-Doll | 25 de Dezembro de 2013         | 28 de Maio de 2014            | Baseado na light novel escrita por Reiji Kaitō e ilustrado por Roroo                             |

### Video games
- Zettai Zetsubō Shōjo: Danganronpa Another Episode (2014) - Cutscenes

## Ligações eternas
- Official website (em japonês)
- Lerche  na enciclopédia do Anime News Network (em inglês)